# 小蓝头鹊
小蓝头鹊（学名：Cyanolyca nana），是鸦科蓝头鹊属的一种，为墨西哥的特有种。全球活动范围约为4,700平方千米。该物种的保护状况被评为易危。
小蓝头鹊的平均体重约为41.0克。栖息地为亚热带或热带的湿润山地林。